# Carroll County (Indiana)
Carroll County is een county in de Amerikaanse staat Indiana.
De county heeft een landoppervlakte van 964 km² en telt 20.165 inwoners (volkstelling 2000). De hoofdplaats is Delphi.